# Riyadh Air
Riyadh Air (arabe : طيران الرياض) est une deuxième compagnie aérienne porte-drapeau prévue pour l'Arabie saoudite, basée dans sa capitale Riyad. La principale base opérationnelle de la compagnie aérienne sera à l'aéroport international du roi Khaled de Riyad. La compagnie aérienne prévoit d'être la plus grande du Moyen-Orient en termes de revenus, battant Emirates, Qatar Airways et Etihad Airways. Il exploitera des vols réguliers nationaux et internationaux vers plus de 100 destinations dans le Moyen-Orient, l'Afrique, l'Asie, l'Europe, l'Amérique du Sud et l'Amérique du Nord. La flotte actuellement annoncée sera composée d'Airbus A320, de Boeing 737, de Boeing 787 et d'Airbus A350.
Selon Saudi Press Agency (SPA), Riyad Air sera une société détenue par le Fonds d'investissement public (PIF) du pays, avec Yasir Al-Rumayyan, le gouverneur du PIF, en tant que président. Tony Douglas (en) a été nommé PDG. Il a précédemment été PDG de la compagnie aérienne Etihad basée aux Émirats arabes unis de janvier 2018 à octobre 2022. Riyad Air devrait devenir une "compagnie aérienne de classe mondiale" et devrait ajouter 20 milliards de dollars à la croissance du PIB non pétrolier et créer plus de 200 000 emplois directs et indirects.
Le 12 mars 2023, le prince héritier Mohammed ben Salmane a officiellement annoncé la création de Riyad Air, la toute nouvelle compagnie aérienne nationale du pays,.